# 몬테네그로 민주전선
몬테네그로 민주전선(세르비아어: Демократски фронт/Demokratski front)은 몬테네그로의 보수주의, 우익 정당 연합이다. 2012년 설립되었다.

## 주요 정당
- 새로운 세르비아 민주주의
- 변화를 위한 운동
- 민주국민당
- 노동당
- 단결민주당
- 유고슬라비아 공산당
- 세르비아 민주당
- 연금 수급과 장애인 연합당
- 절망에 대한 저항

## 같이 보기
- 2015–2016년 몬테네그로 위기